# Kakadu (Sprache)
Kakadu oder Gaagudju ist eine 2002 ausgestorbene australische Sprache und wurde im Northern Territory (Australien) gesprochen. Alternative Namen sind Kakdjuan und Kakdju.

## Klassifikation
Gaagudju ist ein Mitglied der Familie der Australischen Sprachen, innerhalb der es aber keine nähere Verwandtschaft zu einer anderen Sprache aufweist. 
Es bildet jedoch einen Sprachbund mit Larrikiya, Limilngan, Umbugarla und Wuna. Die Mitglieder dieses Sprachbundes verfügen unter anderem über ein komplexes Nominalklassensystem und eine Tendenz, unbetonte Vokale zu reduzieren und unbetonte Silben (bei einem langsameren Sprachtempo als bei australischen Sprachen üblich) zu tilgen.

## Phonologie

### Phoneminventar
Gaagudju weist für australische Sprachen kein außergewöhnliches Phoneminventar auf. 
Das Phoneminventar stellt sich folgendermaßen dar:

#### Konsonanten
|               | labial | alveolar | retroflex | palatal | velar |
| ------------- | ------ | -------- | --------- | ------- | ----- |
| Plosive       | b      | d        | ɖ         | ɟ       | g     |
| Nasale        | m      | n        | ɳ         | ɲ       | ŋ     |
| Laterale      |        | l        | ɭ         | ʎ       |       |
| Taps/Flaps    |        | ɾ        |           |         |       |
| Approximanten | w      |          | ɻ         | j       |       |

#### Vokale
|        | vorn | zentral | hinten |
| ------ | ---- | ------- | ------ |
| hoch   | i    |         | u      |
| mittig | e    |         | o      |
| tief   |      | a       |        |

### Silbenstruktur
Gaagudju verfügt über Silben der Form (C)V(ː)(C). Vokalinitiale Silben treten nur am Wortanfang auf.

### Phonotaktik und Morphophonologie
Bezüglich der Phonotaktik stellt sich Gaagudju als typische australische Sprache dar. In initialen Positionen sind meist labiale und velare Konsonanten aufzufinden. Der Flap ɾ (orthographisch rr) kommt nur bei einem einzigen Wort im Lexikon wortinitial vor: beim Ortsnamen Rriimil.
Homorganische Konsonantencluster beinhalten immer einen Nasal und können sowohl intra- als auch intermorphemisch vorkommen. Diese Cluster sind auch die einzigen, die wortinitial möglich sind. Cluster mit drei Konsonanten beinhalten ebenfalls immer einen Nasal, bis auf eine Ausnahme: das Cluster /ɻgj/ kommt ohne Nasal aus.

### Allgemeines zur Phonologie des Gaagudju
In vielen Aspekten der Phonologie weist Gaagudju große Unterschiede zu anderen australischen Sprachen auf; dies betrifft vor allem die Länge von Vokalen und die Akzentmuster.
Vor allem an den Wortgrenzen werden unbetonte Silben oft reduziert oder getilgt, was dazu führt, dass fast alle Wörter mindestens zwei Realisierungen haben (eine reduzierte und eine „vollständige“). Monosyllabische Wörter sind hiervon ausgenommen.
Bei Plosiven ist weder Länge noch Stimmhaftigkeit distinktiv. Retroflexion ist innerhalb eines Morphems und (selten) morphemfinal sowohl für Plosive, Nasale als auch Laterale distinktiv. Gaagudju weist viele phonologisch bedingte Lenisierungen auf.
Vokallänge und Akzent sind eng miteinander korreliert, fast alle langen Vokale sind betont und fast alle betonten Vokale sind auch lang.

## Wortarten
Gaagudju verfügt über vier Hauptwortarten:
- Verben: geschlossene Klasse (das heißt, es ist nicht möglich, dass neue Wörter bspw. durch Entlehnung neu aufgenommen werden), flektieren nach Tempus, Aspekt und Modus
- Koverben: übernehmen Verbbedeutungen, müssen von einem flektieren Verb begleitet werden, können nicht als Prädikat verwendet werden
- Nomina
- Partikeln

### Nominalklassen
Gaagudju unterscheidet in verschiedenen Paradigmen unterschiedlich viele Klassen: eine Vierfach-Unterscheidung gibt es zum Beispiel bei Adjektiven und Demonstrativa, während bei Pronomen und Numeralen nur zwischen den Gruppen menschlich-männlich bzw. belebt und menschlich-weiblich bzw. allem anderen unterschieden wird. Das Nominalklassensystem zeigt ein hohes Maß an Irregularität.
Die Vierfach-Unterteilung erfolgt nach folgenden Kriterien:
| Klasse | Kriterium        |
| ------ | ---------------- |
| I      | männlich, belebt |
| II     | weiblich         |
| III    | Pflanzen         |
| IV     | Rest             |

Das Vierfach-System referiert oft auf Nicht-Menschliches, während das Zweifach-System fast ausschließlich für menschliche Referenten benutzt wird.

### Verben
Verben kommen als Prädikate in drei Formen vor:
- als einfaches Verb, das bedeutet, das echte Verb steht allein und flektiert nach Tempus, Aspekt und Modus
- als zusammengesetztes Verb, das heißt, das echte Verb wird von ein oder zwei Koverben begleitet, dies ist die gebräuchlichste Form
- das Koverb übernimmt die Bedeutung des Verbs und das echte Verb hat nur noch eine Funktion als Auxiliar inne, trägt aber nichts mehr zur Bedeutung bei (siehe auch: Frege-Prinzip)

Je nach Transitivität nehmen Verben unterschiedliche Allomorphe von Präfixen zu sich.
Kategorien von Tempus, Aspekt und Modus
- Präteritum (Realis Perfektiv, Realis Imperfektiv, Irrealis)
- Präsens
- Futur
- Hortativ
- Positiver Imperativ

Der Tempus wird durch Suffixe ausgedrückt.

### Klitika
Phonologisch können die Klitika des Gaagudju in zwei Kategorien aufgeteilt werden. Die Numeralklitika, der Subordinator und die Klitika für das indirekte Objekt gehören zu der Kategorie, die kein eigenständiges phonologisches Wort bildet. Zur zweiten Kategorie, die jeweils ein eigenes phonologisches Wort konstituiert, gehören zum Beispiel der Durativ oder der Lokativ. Die Klitika können auch ihrer Funktion nach in Argument-Marker und Quantoren eingeteilt werden. Die funktionalen und phonologischen Kategorien sind jedoch nicht identisch.
Argumente klitisieren meist ans Prädikat.

## Morphologie
Gaagudju verfügt über eine komplexe, teilweise lexikalisierte Morphologie.
Flexionsmorpheme sind zu ungefähr gleichen Teilen sowohl suffigierend als auch präfigierend.
Zur Bildung von nominalen Lexemen sind weder Komposition noch Derivation von großer synchroner Bedeutung, scheinen aber früher wichtiger gewesen zu sein. Einzig bei Ortsnamen finden Komposition und Derivation noch vermehrt Anwendung.
Einige Adjektive werden durch vollständige Reduplikation des entsprechenden Nominalstammes gebildet.

## Syntax und Wortstellung
Gaagudju verfügt nicht über Kasus. 
Es gibt nur Postpositionen und Adjektive folgen dem Nomen, das sie modifizieren.
Pronominale Subjekte werden durch Affixe am Verb ausgedrückt.

## Sonstiges
Der letzte Sprecher, Big Bill Nayiidji, starb am 23. Mai 2002, er sprach jedoch nur noch teilweise Gaagudju (partial speaker), da er den größten Teil seiner Kindheit bei Amurdak sprechenden Verwandten verbrachte. Die letzten zwei Menschen, die Gaagudju fließend sprachen, waren Little Dolly Yarnmalu († 1988) und Peggy Balmana, die vermutlich einige Jahre vor Big Bill Nayiidji starb. (Ihr genaues Sterbedatum ist nicht bekannt.)
Die Sprache wurde hauptsächlich von den Aborigines-Clans der Bunidj, Djindibi und Mirarr gesprochen.
Gaagudju wies wahrscheinlich wenige bis keine dialektale Variationen auf. In älteren Arbeiten zum Thema (Spencer 1914: Native Tribes of the Northern Territory of Australia) wird auf eine Sprache namens Watta oder Wetta verwiesen, dies könnte ein westlicher Dialekt gewesen sein.
Gaagudju verfügt über ein komplexes System zur Bezeichnung von Verwandtschaftsbeziehungen.